# Boston Tea Men
I Boston Tea Men furono un club calcistico statunitense fondato nel 2009 a North Andover (Massachusetts) e disputarono il campionato della National Premier Soccer League. Diretta emanazione della sezione calcistica del Merrimack College, fu allenata da Tony Martone capo allenatore della squadra maschile dei Merrimack Warriors.
La squadra ha giocato le partite casalinghe nello stadio Martone-Mejail Field, nel campus del Merrimack College.
I colori della squadra furono il bianco, blu e rosso e la denominazione della squadra, Tea Men, fa riferimento ai New England Tea Men che giocarono nella lega di calcio nordamericana, la NASL dal 1978 al 1980, ancora con un forte riconoscimento nella comunità calcistica di Boston.
A partire dal febbraio 2011 il team ha chiuso la propria attività agonistica.